# کایا (داغستان)
کایا (به لاتین: Kaya) یک منطقهٔ مسکونی در روسیه است که در شهرستان کولینسکی واقع شده‌است.